# Laval-Pradel
Laval-Pradel település Franciaországban, Gard megyében. Lakosainak száma 1088 fő (2022. január 1.). Laval-Pradel La Grand-Combe, Le Martinet, Portes, Saint-Florent-sur-Auzonnet, Saint-Julien-les-Rosiers, Saint-Martin-de-Valgalgues és Les Salles-du-Gardon községekkel határos.

## Népesség
A település népességének változása:
| Lakosok száma | 1743 | 1166 | 1026 | 1077 | 1178 | 1160 | 1161 | 1133 | 1116 | 1088 |
|               | 1968 | 1982 | 1990 | 2006 | 2013 | 2015 | 2017 | 2019 | 2020 | 2022 |